# تشيزاري براندي
تشيزاري براندي (بالإيطالية: Cesare Brandi)‏ هو مؤرخ الفن إيطالي، ولد في 8 أبريل 1906 في سيينا في إيطاليا، وتوفي بنفس المكان في 19 يناير 1988.